# Gele tijger
De gele tijger (Spilosoma lutea) is een vlinder uit de familie van de spinneruilen (Erebidae), onderfamilie beervlinders (Arctiinae).

## Beschrijving
De voorvleugellengte is 17 tot 22 millimeter. De vleugels van het mannetje zijn geel, die van het vrouwtje lichter tot soms vrijwel wit. Op de vleugels, vooral voor de buitenrand van de voorvleugel, zitten in een schuine dwarsrij zwarte vlekjes. Het achterlijf is geel met zwarte vlekken. De tot 40 mm lange rups is afhankelijk van de ouderdom witachtig tot lichtbruin behaard. Ook de kop is lichtbruin. Het lijf is grijs met een witachtige lengtestreep over de stigmata. De vlinder overwintert als pop in de strooisellaag.

## Waardplanten
Waardplanten van de gele tijger zijn onder andere grote brandnetel, kamperfoelie, framboos, hop, zuurbes, pruim en berk.

## Voorkomen
De gele tijger komt voor langs bosranden, op vochtige graslanden en in tuinen. De soort komt voor in het Palearctisch gebied en het Nabije Oosten.

## Verspreiding in Nederland en België
In België en Nederland is de gele tijger een gewone soort, die verspreid over het hele gebied voorkomt. De vliegtijd is van half april tot eind augustus in één generatie.

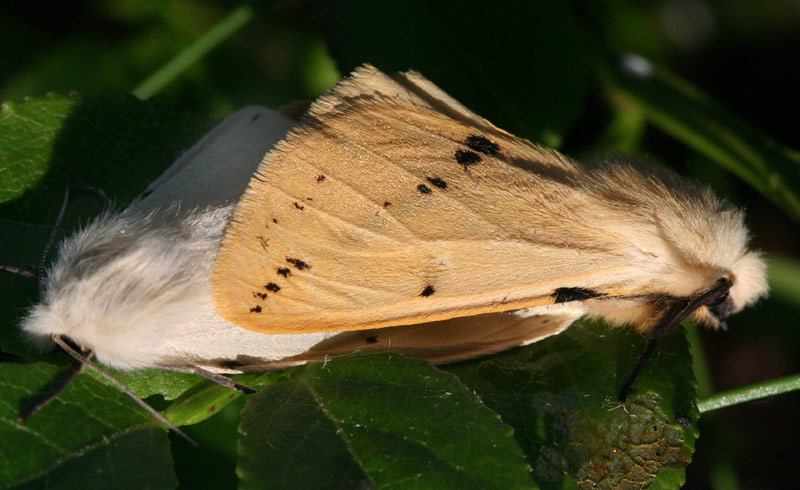
Paring
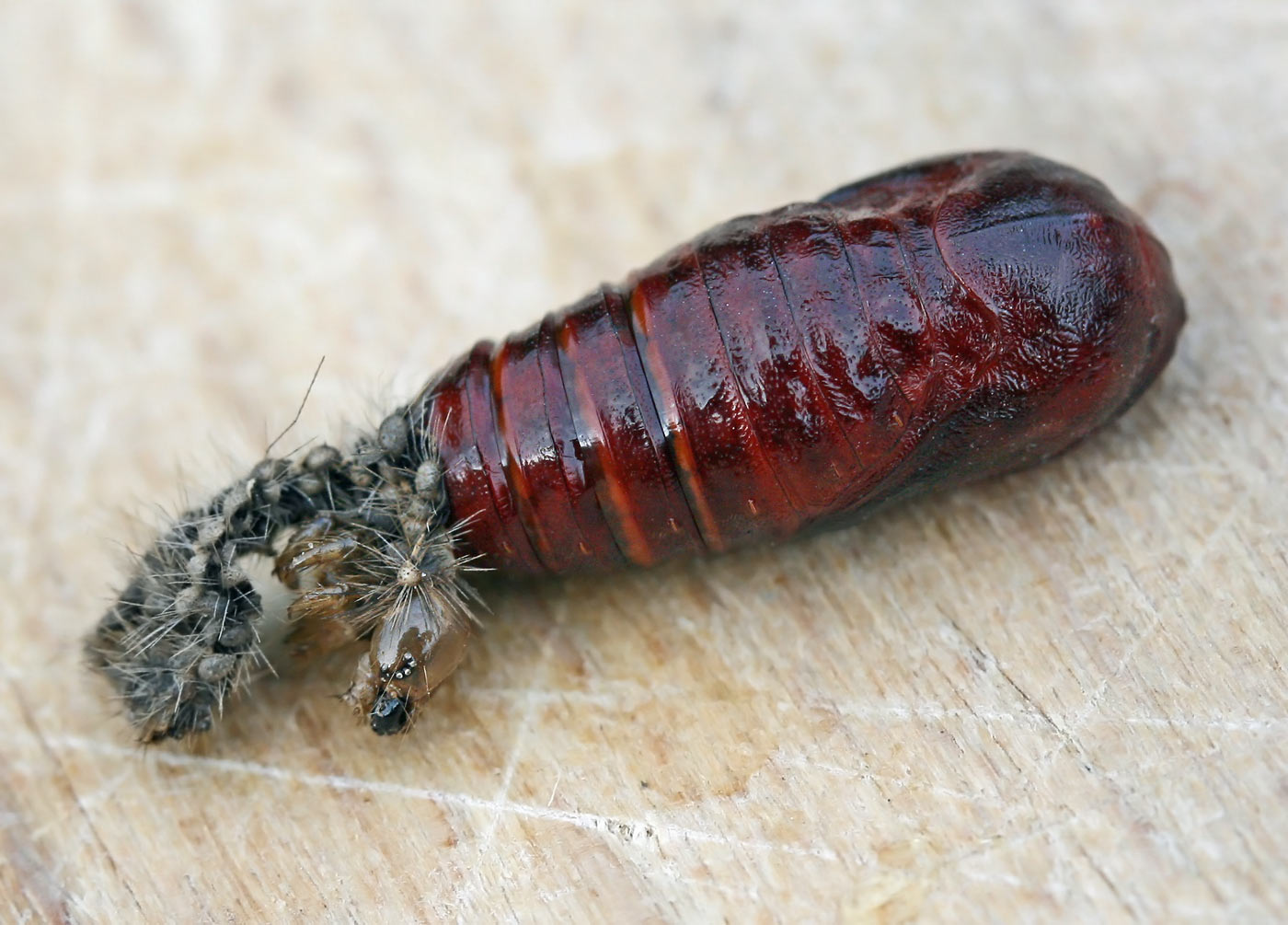
Verpopping